# Vistulafietsroute

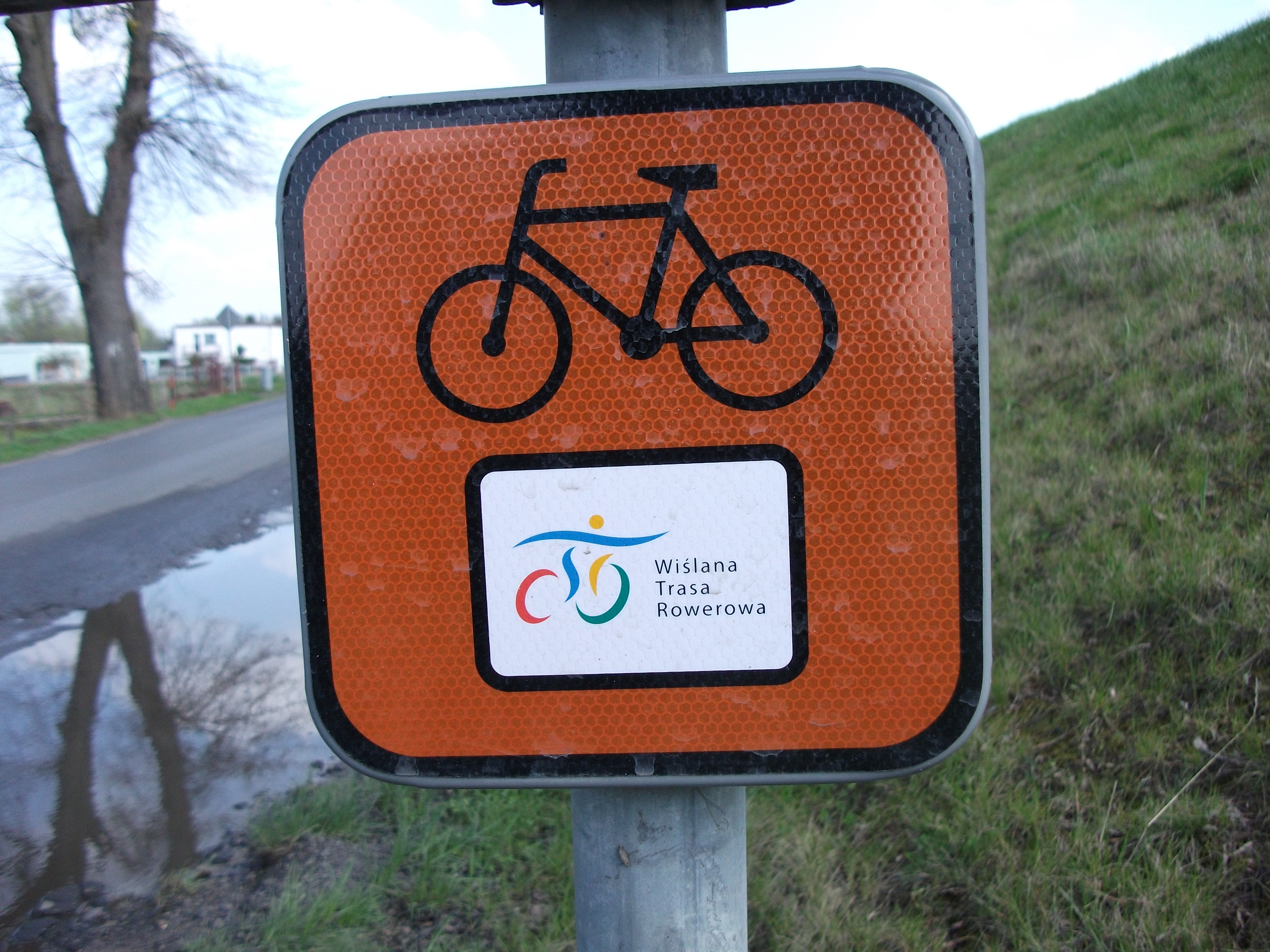

De Vistulafietsroute (Pools: Wiślana Trasa Rowerowa of WTR) is een langeafstandsfietsroute in Malopolska in Polen. De (met oranje wegwijzers) bewegwijzerde fietsroute is 230 kilometer lang en loopt in de vallei van de Vistula. Het tracé loopt van Jawiszowice tot Szczucin.